# Shuangquanzhen (ort i Kina, Shaanxi, lat 34,94, long 110,01)
Shuangquanzhen är en ort i Kina. Den ligger i provinsen Shaanxi, i den nordvästra delen av landet, omkring 130 kilometer nordost om provinshuvudstaden Xi'an. Antalet invånare är 26 875. Befolkningen består av 13 330 kvinnor och 13 545 män. Barn under 15 år utgör 12,0 %, vuxna 15-64 år 77 %, och äldre över 65 år 10,0 %.
Runt Shuangquanzhen är det tätbefolkat, med 427 invånare per kvadratkilometer. Närmaste större samhälle är Fangzhen, 15,2 km väster om Shuangquanzhen. Trakten runt Shuangquanzhen består till största delen av jordbruksmark.
Genomsnittlig årsnederbörd är 801 millimeter. Den regnigaste månaden är juli, med i genomsnitt 182 mm nederbörd, och den torraste är januari, med 6 mm nederbörd.